# Les Jepsen
Leslie Burnell Jepsen, detto Les (Bowbells, 24 giugno 1967), è un ex cestista statunitense, professionista nella NBA e in Svezia.

## Carriera
È stato selezionato dai Golden State Warriors al secondo giro del Draft NBA 1990 (28ª scelta assoluta).